# Cop Game - Giochi di poliziotto
Cop Game - Giochi di poliziotto è un film del 1988 diretto da Bruno Mattei con lo pseudonimo di Bob Hunter.
Pellicola poliziesca sceneggiata da Rossella Drudi e Claudio Fragasso.